# Potapowka-Kultur
Die Potapowka-Kultur (2500–2000 v. Chr.) ist eine archäologische Kultur der Bronzezeit in der mittleren Wolga-Region. Ihr ging die Jamnaja-Kultur voraus, und ihr folgte die Srubna-Kultur.
Sie scheint nur über die materielle Kultur mit den frühen Stufen der Andronowo-Kultur und Sintaschta-Kultur verbunden, aber wahrscheinlich verwandt mit der Poltawka-Kultur zu sein, mit Einflüssen der nördlicheren Abaschewo-Kultur. Sehr wahrscheinlich ist eine Abstammung von der früheren Chwalynsk-Kultur und der Samara-Kultur, die ebenfalls in dieser geographischen Region angesiedelt waren.
Die Bestattungen wurden in Kurganen ausgeführt, die von kleineren Gräbern umgeben waren. Unter den Grabbeigaben waren auch Tiere (Rinder, Schafe, Ziegen, Hunde), komplett oder in einzelnen Teilen. Bei einer Bestattung war der Kopf der Leiche durch den Kopf eines Pferdes ersetzt worden.
Die Potapowka-Kultur verfügte über zahlreiche Pferde. Die wenigen Überreste, die auf das Rad oder beräderte Wagen hindeuten könnten, sind äußerst fragwürdig.
Mallory behauptet, dass beiden, der Potapovka-Kultur eine eindeutige genetische Verbindung zur frühen Andronowo-Kultur, als auch der Andronowo-Kultur ein unmittelbarer lokaler Vorgänger fehlen und deshalb die kulturellen Bewegungen der indogermanischen Gesellschaften in dieser Region als aus dem Westen kommend betrachtet werden müssen.